# Monorails and Satellites
Monorails and Satellites ist ein Jazzalbum von Sun Ra. Die 1966 im Choreographer's Workshop, New York City, entstandenen Solo-Aufnahmen erschienen 1968 als Langspielplatte auf El Saturn Records, 1992 als Compact Disc auf Evidence Records. Unter dem Titel Monorails and Satellites Vol. 1 wurde es 2014 als Download in erweiterter Form von dem Label Enterplanetary Koncepts wiederveröffentlicht. 2019 erschien bei Cosmic Myth Records die Edition Monorails & Satellites (Works for Solo Piano Vols. 1, 2, 3).

## Hintergrund
Obwohl Sun Ras Katalog verfügbarer Aufnahmen in die Hunderte geht, gebe es nur sehr wenige Solo-Aufnahmen, notierte Lindsay Planer. Monorails and Satellites, entstanden 1966, sei eine der frühesten LPs des Bandleaders, die ausschließlich aus Klaviersoli besteht. Erst 1981 legte Sun Ra ein weiteres Soloalbum vor, Aurora Borealis. Die überwiegende Mehrheit der CD besteht aus dessen Eigenkompositionen, mit Ausnahme des Pop-Standards „Easy Street“, 1942 eine Swing-Nummer vom Jimmie Lunceford Orchester mit dem Sänger Trummy Young. Als Jugendlicher, der in Birmingham, Alabama, aufwuchs, verbrachte Herman Poole Blount, der später Sun Ra wurde –– Stunden bei der Forbes Piano Company und amüsierte sich (wie auch Mitarbeiter und Kunden) an den Pianos im Ausstellungsraum. Er übte Standards, eiferte seinen Vorbildern nach, spielte die neusten Popsongs und improvisierte, schrieb Irwin Chusid. Die idyllischen Träumereien, die der Teenager in diesen prägenden Jahren erlebte, wurden zweifellos während der Monorails-Sessions wieder eingefangen.
Monorails and Satellites Vol. 1 & 2 waren zwei Bände mit Solo-Klavierwerken von Sun Ra; Vol. 1 wurde 1968 auf seinem Saturn-Label veröffentlicht, Band 2 möglicherweise im folgenden Jahr. Vol. 1 enthielt sieben Eigenkompositionen Sun Ras und einen Standard, „Easy Street“, geschrieben von dem Jazzpianisten Alan Rankin Jones. Vol. 2 besteht ausschließlich aus Eigenkompositionen Ras. Weiteres Material (das schließlich Grundlage für einen dritten Band wurde) entdeckte Michael D. Anderson vom Sun Ra Music Archive. Es wurde zum ersten Mal 2019 veröffentlicht und besteht aus fünf eigenen Kompositionen und vier Standards; es wurde stereophon aufgenommen. Anfang 2022 wurde dann ein Stereo-Masterband von Vol. 1 entdeckt, das am 3. Juni 2022 die vorherigen Mono-Versionen ersetzte.
Die 2019 erschienene Edition auf zwei CDs bzw. drei LPs enthielt im Booklet einen Essay von dem Pianisten Vijay Iyer und eine Chronik des Jazz-Autors Ben Young.

## Titelliste

### Monorails and Satellites (El Saturn Records)
- Sun Ra; Monorails and Satellites (El Saturn Records SR-509)[3]

A1 Space Towers 3:34

A2 Cogitation 6:32

A3 Skylight 3:55

A4 The Alter Destiny 3:04

B1 Easy Street (Alan Rankin Jones) 3:34

B2 Blue Differentials 2:51

B3 Monorails and Satellites 5:32

B4 The Galaxy Way 3:17

### Monorails and Satellites Vol. 1 (Enterplanetary Koncepts)
1. Space Towers 3:34
2. Cogitation 6:29
3. Skylight 3:54
4. The Alter Destiny 3:03
5. Easy Street (Alan Rankin Jones) 3:34
6. Blue Differentials 2:49
7. Monorails and Satellites 5:30
8. The Galaxy Way 3:15
9. Soundscapes (Previously Unreleased) 3:25
10. The Eternal Tomorrow (Previously Unreleased) 5:42
11. The Changing Wind (Previously Unreleased) 3:51
12. World Island Festival (Previously Unreleased) 6:17
13. Don't Blame Me (Previously Unreleased) (Dorothy Fields, Jimmy McHugh) 4:36

14 Today Is Not Yesterday (Previously Unreleased) 4:08

### Monorails & Satellites (Works For Solo Piano Vols. 1, 2, 3)
- Volume 1[4]

1. Space Towers 3:36
2. Cogitation 6:30
3. Skylight 3:56
4. The Alter Destiny 3:06
5. Easy Street 3:34
6. Blue Differentials 2:51
7. Monorails and Satellites 5:32
8. The Galaxy Way 3:21

- Volume 2

1. Astro Vision 3:17
2. The Ninth Eye 9:09
3. Solar Boats 4:59
4. Perspective Prisms of Is 6:22
5. Calundronius 8:11

- Volume 3 (Stereo)

1. Soundscapes 3:27
2. The Eternal Tomorrow 5:49
3. Today Is Not Yesterday 7:14
4. World Island Festival 6:20
5. The Changing Wind 3:59
6. Don’t Blame Me (Jimmy McHugh, Dorothy Fields) 4:43
7. Gone with the Wind (Allie Wrubel, Herb Magidson) 4:10
8. How Am I to Know (Jack King, Dorothy Parker) 5:23
9. Yesterdays (Jerome Kern, Otto Harbach) 4:13

Wenn nicht anders vermerkt, stammen die Kompositionen von Sun Ra.

## Rezeption
Lindsay Planer verlieh dem Album in Allmusic vier Sterne und schrieb, diese Aufnahmen würden beweisen, dass es dem Bandleader gelinge, seine hochentwickelte und leidenschaftliche Intensität auch als Solist aufrechtzuerhalten. Von Anfang an treiben Ras Markenzeichen, aggressive und ausgefeilte Arrangements, die motorisierte Bewegung von „Space Towers“ voran, die einige deutliche Improvisationen enthalte, die auf sich wiederholenden und mechanischen Progressionen aufbauten. Sowohl dem erfahrenen Hörer als auch dem Enthusiasten biete Monorails and Satellites die Möglichkeit, eine Vielzahl von Klanghorizonten zu erkunden.

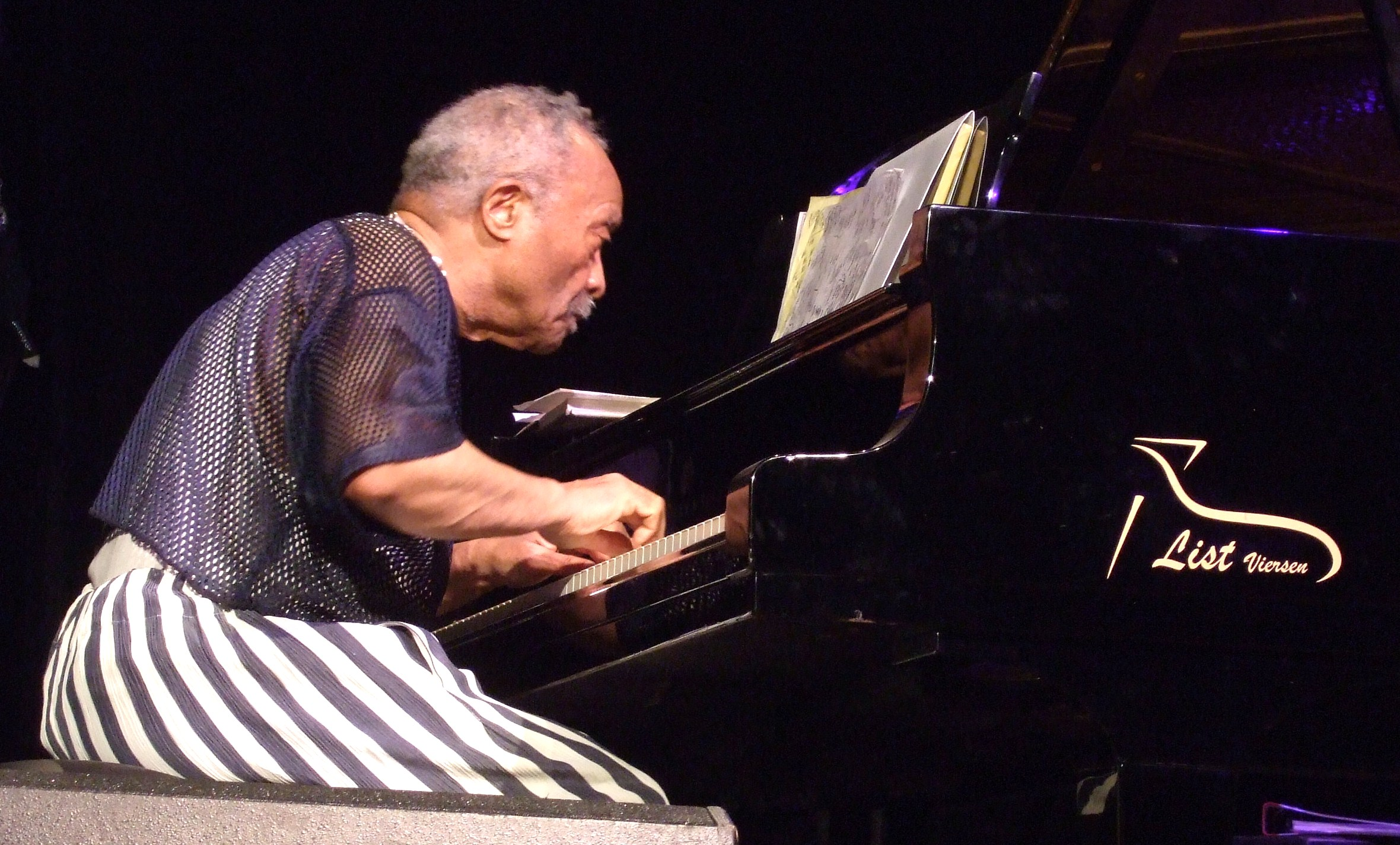
Cecil Taylor

Trotz Sun Ras „Besessenheit von der Zukunft“ sei Monorails and Satellites so etwas wie eine „Nostalgiereise“, meint Reissue-Coproduzent Irwin Chusid in den Liner Notes. Ras Spiel hier sei weniger Ausdruck eines bestimmten Stils, als vielmehr einer Ansammlung von Aussagen. Einige der Melodien mit ihren seltsamen Stimmungszusammenstellungen könnten mit Stummfilmmusik verwechselt werden. Vielleicht waren Sun Ras Aufnahmen zunächst nur eine Art „Audio-Notizbücher“, eine Möglichkeit, Ideen zu generieren, die später mit dem Arkestra weiterentwickelt werden konnten („I think orchestra“). Unabhängig von sekundären (und zugegebenermaßen spekulativen) Absichten würden sie jedoch als überzeugende eigenständige Werke dienen. Der Fingersatz spiegle Sun Ras enzyklopädisches Wissen über die Klaviergeschichte wider, wenn seine Passagen von Stride zu Swing, von Barrelhouse zum Post-Bop, von Marschmusik zu Cecil-Taylor-artigen freien Formen wechseln, mit ein bisschen beruhigendem „Kandelaber“-Protzerei. Sun Ras Anschlag sei sprunghaft, seine Themen unvorhersehbar.
Der Zuhörer erlebe auch etwas Seltenes im von Sun Ra aufgezeichneten Universum, schrieb Chusid weiter: Intimität. Seine Alben, die im Allgemeinen von der rotierenden Arkestra-Besetzung bevölkert werden, seien meist lärmende Angelegenheiten, doch mit den Monorails-Sessions würde man privaten Momenten des Künstlers allein mit seinem Klavier lauschen. Dies seien kurze Schnappschüsse von dem, was sicherlich ein wesentlicher Teil von Sun Ras Leben war, unendlich kleine überlebende Fetzen von 100.000 ähnlich verbrachten Stunden, von denen die meisten der Nachwelt verloren gegangen sind.
Während das Klavierspiel mit Bezug auf die Orchester von Fletcher Henderson und Duke Ellington oder mit Blick auf Gil Evans oder den AACM kontextualisiert wurde, sei es sehr selten, dass das Spiel des Bandleaders Sun Ra auf die gleiche Weise kontextualisiert wurde, schrieben Richard Cook und Brian Morton, die das Album in The Penguin Guide to Jazz mit drei Sternen auszeichneten. Vor diesem Hintergrund sei es erwähnenswert, dass Andrew Hill in dem Jahr, in dem Monorails eingespielt wurde, sein Album Andrew! vorlegte, und Cecil Taylors United Structures; Chick Corea veröffentlichte sein Debüt Tones for Joan’s Bones; Thelonious Monks Solo Monk war im Jahr zuvor erschienen, und „Levels and Degrees of Light“ von Musikerkollege Muhal Richard Abrams war noch einige Monate entfernt. Wie schneidet Sun Ra im Vergleich zu diesen ab, fragten sich die Autoren, und die unmittelbare und offensichtliche Antwort sei, dass dieses Album doch ziemlich altmodisch klinge, aber beim zweiten Hören gebe es doch Aspekte, die völlig beispiellos sind: große Blöcke reinen Klangs, eine klangliche Fülle und ein Maß an Unbestimmtheit, die [als Bezug] eher Skrjabin als James P. Johnson nahelegen.